# Consecuencias laborales del neoliberalismo en México
El neoliberalismo es una corriente del pensamiento económico que tiene como principal objetivo disminuir el papel del Estado en los asuntos comerciales, por ende, criticaba la intervención estatal. Sin embargo, tiene otros principios:
- Propiedad privada y libre mercado
- Privatización de empresas estatales
- Valorización de la individualización
- El mercado se ve como un absoluto
- Prioridad al mercado global

Todos estos principios no fueron completamente retomados, en algunos países se aplicaron unos, mientras los otros solo se dieron subjetivamente. Debido a eso es que en neoliberalismo se introdujo incluso en aspectos culturales, sus principios se formaron como lo normal dentro de los asuntos económicos. Los países que adoptaron el modelo neoliberal se transformaron a partir del momento en que lo introdujeron a sus asuntos económicos.
La razón principal de que se aplicara el modelo neoliberal fue para buscar mejorar la economía de países capitalistas que en ese momento se encontraban en crisis, entre ellos estaba México.

### Historia del neoliberalismo en México
La principal razón por las que el neoliberalismo entró a México fue, como ya se mencionó antes, por la presión que generaron las crisis por todo el mundo y también dentro de México, quien pasaba por reducciones en el petróleo, un déficit fiscal, y una inflación de más de 100% (Quintana, 2016). Además, también se encontraba la devaluación del peso mexicano que poco a poco se volvía una amenaza para la estabilidad económica del país.
Por otro lado, el Fondo Monetario Internacional creó presión en los países que se encontraban con deudas externas para que ingresaran el modelo neoliberal a sus naciones. Es por estas razones que se adoptó el modelo neoliberal con el objetivo de luchar contra dichas crisis.
Para conocer sobre cómo se da este modelo neoliberal en México y las consecuencias que tuvo, es necesario conocer las modificaciones que se realizaron por sexenios a partir de 1982, año al que se le otorgó la entrada del neoliberalismo.

#### Miguel de la Madrid
Se considera que De la Madrid fue el presidente que introdujo este modelo en México, esto es así porque con el comenzó la masiva privatización de empresas. De 1982 a 1988 pasaron de ser 1155 empresas gubernamentales a solo 412. Esto fue una medida que el presidente tomó para reducir los daños de la crisis en la que se encontraba el país cuando él tomó posesión de la presidencia, había mucha pobreza y desigualdad. Tal era la situación que la deuda externa se acrecentó, De la Madrid pagó 28 mmdd en deuda externa y, sin embargo, ésta aumentó, durante el sexenio, de 9 mil 400 millones de dólares en 1983 a 185 mil millones de dólares.
En este sexenio la situación laboral se veía afectada por la crisis, y en gran parte se debía a que durante la década de los 70 ya se realizaban malas gestiones gubernamentales que llevaron a ese resultado. Además, el que durante esa década se privatizaran algunas empresas gubernamentales también contribuyó a la crisis.

#### Carlos Salinas de Gortari
La privatización de empresas fue continuada por Carlos Salinas de Gortari, el cual gobernó de 1988 a 1994. Lo que él buscó fue acelerar la privatización de empresas, de las cuales algunas tenían monopolio en el país, un ejemplo es Teléfonos de México (Telmex) quien no fue hasta la segunda década de los años 2000 que perdió dicho monopolio debido a la presencia de nuevas empresas de telefonía. Dicho monopolio generó mayores ingresos a quienes se adueñaron de la empresa, haciendo así una desigualdad de ingresos y comenzando a fomentar la riqueza en manos de pocos mexicanos. Al final de su sexenio el 90% de empresas ya estaban privatizadas.
Debido a que la crisis de 1982 todavía tenía rezagos, la estrategia que usó fue invertir más en el comercio extranjero e incluyó el Tratado de Libre Comercio (TLCAN) firmado por México, Canadá y Estados Unidos en 1994, el cual significó un ingreso al mercado internacional. Esto llevó a la liberación del comercio, y la desregulación de los flujos de inversión extranjera y de los mercados financieros. Se creía que este tratado beneficiaría a México en muchos aspectos, y si lo hizo, pero los gobiernos siguientes ya no potenciaron este acuerdo, dando como resultado que sus beneficios ya no fueran suficientes.

#### Ernesto Zedillo
Su sexenio fue de 1994 a 2000. Muchas de las modificaciones que se hicieron durante su gobierno era para darle una continuidad a las políticas neoliberales. En 1995 se modificó la Ley del Instituto Mexicano del Seguro Social, y esta entró en rigor en 1997. Su principal base está en el transitó de un Sistema de Seguridad Social, con fondos colectivos administrados por el Estado, a un Sistema de Seguridad con Fondos Individuales administrados por los bancos privados. Esto ocasionó que se volviera más frecuente la presión para modificar la Ley Federal del Trabajo (LFT).
Las consecuencias que trajo este acto realizado durante su sexenio se dirigieron principalmente a los trabajadores. La idea de mejorar las pensiones no tuvo efecto, la cobertura de pensiones disminuyó, así como lo que se daba a los pensionados. El que disminuyera la cobertura se dio principalmente porque se pedía un número de semanas para poder requerir la pensión, y muchos no llegaban a tal número.
A pesar de los intentos por mejorar las condiciones laboral, fue durante su sexenio que se dio una gran crisis que aumentó la pobreza a un 70%, durante ella se dio la devaluación del peso y la inflación aumentó. Sin embargo, esta situación venía desde el sexenio anterior, ya que la crisis de 1994 fue comenzando su sexenio. Esta situación le causó problemas con la población y con su sucesor presidencia Carlos Salinas de Gortari.

#### Vicente Fox
El gobierno de este presidente se dio del año 2000 a 2006. Fue considerado en sus inicios un gobernante diferente ya que, prometía crecimientos anuales mayores a 7% y generación de empleos. Además, fue el primer presidente que no era del PRI, Fox era del PAN, y fue por eso que se le daba mayor expectativa.
Su gobierno se dirigió en servicio del capital trasnacional, en donde se cancelaron derechos de la nación de los mexicanos. Intentó privatizar la industria energética, privatizar la educación superior reduciendo el presupuesto a universidades, privatización de la salud, y a la tendencia creciente de la desaparición de la seguridad social de los trabajadores.
Fox presentó una propuesta de reforma laboral conocida como Proyecto Abascal, el cual significaba una amenaza para la seguridad laboral de los trabajadores. Muchos se oponían a esta reforma expresándose de ella como algo negativo…
El Proyecto Abascal no sólo deja sin solución una serie de fallas claves presentes en la legislación laboral mexicana, sino que además debilita las salvaguardas que actualmente se encuentran vigentes. De esta manera, el proyecto también viola las obligaciones contraídas por el Estado mexicano bajo la legislación internacional, relativas a la protección y promoción de los derechos humanos de los trabajadores. Las modificaciones propuestas harían virtualmente imposible, para la mayoría de los trabajadores, el ejercicio del derecho a huelga, a negociar colectivamente y a afiliarse a la organización sindical de su preferencia. Además, el proyecto tampoco brinda salvaguardas suficientes para aquellas trabajadoras que son discriminadas en el proceso de contratación por su condición de embarazadas.

#### Felipe Calderón
Calderón gobernó de 2006 a 2012. Él continúo los intentos de su antecesor, reformó la Ley del Instituto de Seguridad Social y Servicios Sociales de los Trabajadores del Estado (ISSSTE), lo cual afectó a los derechos laborales de los trabajadores dentro de esta institución.
Además, propuso una reforma laboral que beneficiaba el outsourcing y la subcontratación, ya que en esta no se lucha contra ello, sino que piden a las empresas ser buenas con los trabajadores contratados por esta modalidad. A pesar de que la informalidad era muy alta y la ley no es practicada por las empresas, no se buscó acabar con este modo de trabajo que favorece la precarización laboral. Sin embargo, cuando fue aprobada por la Cámara de Diputados, se realizaron algunos cambios, pero mantuvo ese beneficio al outsourcing.
Uno de los aspectos más reconocidos durante su sexenio fue la guerra contra el narcotráfico, que no solo trajo inseguridad a los trabajadores, sino a toda la población. A partir de su sexenio fue que las calles se convirtieron en lugares peligrosos y existieron muchas desapariciones. La inseguridad generada durante este sexenio se ha mantenido hasta hoy en día.

#### Enrique Peña Nieto
Peña Nieto fue el presidente que trajo de nuevo al PRI a la presidencia. Su gobierno se caracterizó por tratar de traer las ideas de ese partido político a la práctica, entre ellas fue una reforma laboral que se dio en el año 2012, lo que buscaba era una mayor flexibilización del mercado de trabajo. Esto lo hizo a través de reducir el costo salarial y precarizando lo laboral, lo cual no se consideró así en el momento, pero fue el resultado y parte de la estrategia que utilizó para “mejorar los derechos laborales”. Se dio mayor beneficio a tipos de trabajo como la subcontratación, los que son temporales, los de capacitación, entre otros.
En una reunión de evaluación, celebrada este día en la dependencia, (...) puntualizó que los tres ejes principales de esta Reforma son el trabajo digno, es decir aquel que se desarrolla en la formalidad, con todas las prestaciones y derechos laborales, en ambientes de trabajo libres de toda discriminación; la promoción del incremento de la competitividad en las empresas y, finalmente, la modernización de la justicia laboral para dar mayor certidumbre jurídica a los factores de la producción.
Los obtenidos de esta reforma buscaba mejorar el trabajo para todos los trabajadores y trabajadoras. Sin embargo, tiene un mecanismo que precariza el derecho al trabajo y que aumenta los empleos a partir de condiciones de contrato desfavorables, tales como los contratos a prueba, el outsourcing y el abaratamiento del despido laboral, los contratos temporales de mínimo 8 días, etc. Además, para sacar al país de la crisis en la que se encontraba redujo el salario y los costos de despido, desfavoreciendo a los trabajadores aún más.

#### Andrés Manuel López Obrador
El actual presidente significó un revuelo y críticas importantes de partidos como el PRI y el PAN ya que, sus discursos rechazaban las medidas Neoliberales que los anteriores presidentes promovieron en México. Además, mencionaba que durante su gobierno se daría una cuarta transformación.
En el año 2020 se realizó una Reforma laboral que buscaba dos aspectos:
- Crear el centro Federal de Conciliación y Registro Laboral, las cuales buscan solucionar los conflictos laborales que tengan los trabajadores. De esta manera se podrá tener un filtro antes de ir a los tribunales (en caso de que el conflicto no tenga solución).
- Tener libertad y democracia sindical, el cual permite a los trabajadores elegir a sus representantes a través del voto secreto. Además, podrán ser partícipes de las decisiones del sindicato.

Otro de los aspectos que modifica esta Reforma Laboral de 2020 es en los contratos laborales, ya que los jefes deben dar a los empleados una copia de su contrato colectivo, así como escribir en su contrato individual a los beneficiarios del empleado en caso de que fallezca.
Durante su gobierno, a principios de 2021, la STPS público que durante el primer operativo para supervisar el correcto cumplimiento de la Ley Federal del Trabajo, realizado en septiembre de 2019 en coordinación con el IMSS, el SAT, la Procuraduría Fiscal, el Infonavit y la UIF, se evidenciaron una serie de medidas que han afectado a millones de trabajadores en México, las cuales no les permiten generar antigüedad, ser partícipes del reparto de utilidades, recibir aguinaldo, prima vacacional y ejercer libremente sus derechos colectivos.
Debido a las condiciones precarias que el outsourcing generaba, se realizó la Reforma Laboral de 2021 que buscaba producir mayores empleos formales, que las empresas ya no evadieran la supervisión fiscal, así como mayor seguridad de empleo. Para lograr esto se prohibió la subcontratación y solo se dará de manera regulado en casos específicos, el registro obligatorio de empresas de subcontratación especializada, se fomentan las sanciones para las empresas que incumplen la Ley Federal del Trabajo, y se crea la STPS, la cual pide a las empresas que den trabajo por outsourcing pidan autorización a Secretaría del Trabajo y Previsión Social.

### Resultados de las modificaciones neoliberales en materia laboral

#### Informalidad
En el Gráfica 1 podemos ver que desde 1982 aumentó la informalidad en México, para 2010 ya era mayor al 25% de todo el mercado laboral. Las razones por las que se ha mantenido se debe a que esto precariza a los trabajadores al no asignarles todos sus derechos laborales y, por ende, las empresas no gastan en ellos lo que implicaría si estuvieran en la formalidad, como utilidades, antigüedad, vacaciones, etc.

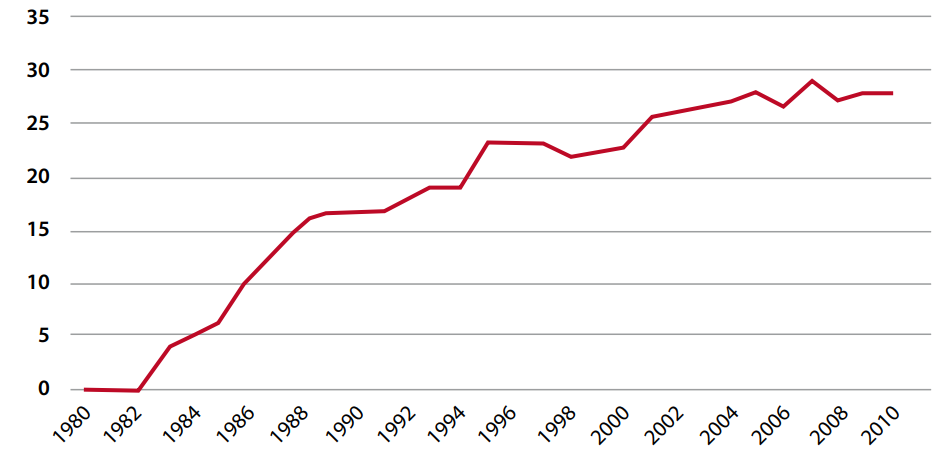
Gráfica 1. Informalidad en México 1988-2010

#### Poco crecimiento económico
En el Cuadro 1 podemos ver que el crecimiento comenzó a reducirse a partir de que el neoliberalismo ingresó a México. El crecimiento se redujo a más del 50% del que había tenido en el periodo de 1940 a 1970. Fue a partir de Miguel de la Madrid que el PIB tuvo un crecimiento bajo en comparación con los años anteriores.

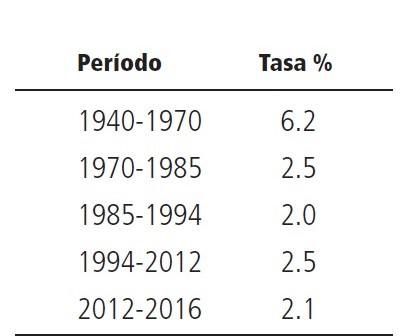
Cuadro 1. Tasa anual de crecimiento de la economía mexicana

#### Desigualdad y precariedad salarial
Este es uno de las situaciones que más se le adjudica al neoliberalismo ya que, al final del sexenio de Fox los salarios reales se deterioraron. Al hablar de salarios reales, se habla de la capacidad adquisitiva de los trabajadores, cada vez se compran menos cosas con cierta cantidad de dinero. Sin embargo, es en el sexenio de Miguel de la Madrid que se limitó el incremento salarial y la inflación, también se buscó acrecentar el poder empresarial por medio del mercado y, por ende, también crecieron las estrategias para incrementar las ganancias a partir de precarizar el trabajo.
La situación va en que la desigualdad se generó a partir del neoliberalismo, la riqueza se concentró solo en una pequeña parte de la población, y hoy en día el 40% de la riqueza del país está en el 1% de la población.
En la gráfica 2 podemos ver con mayor atención cómo el salario mínimo real disminuyó desde 1982, y desde el año 2000 se ha mantenido constante. Tomando en cuenta esto, hoy en día las empresas internacionales invierten en México por el bajo salario existente, ya que México es considerado uno de los países con menor salario mínimo.

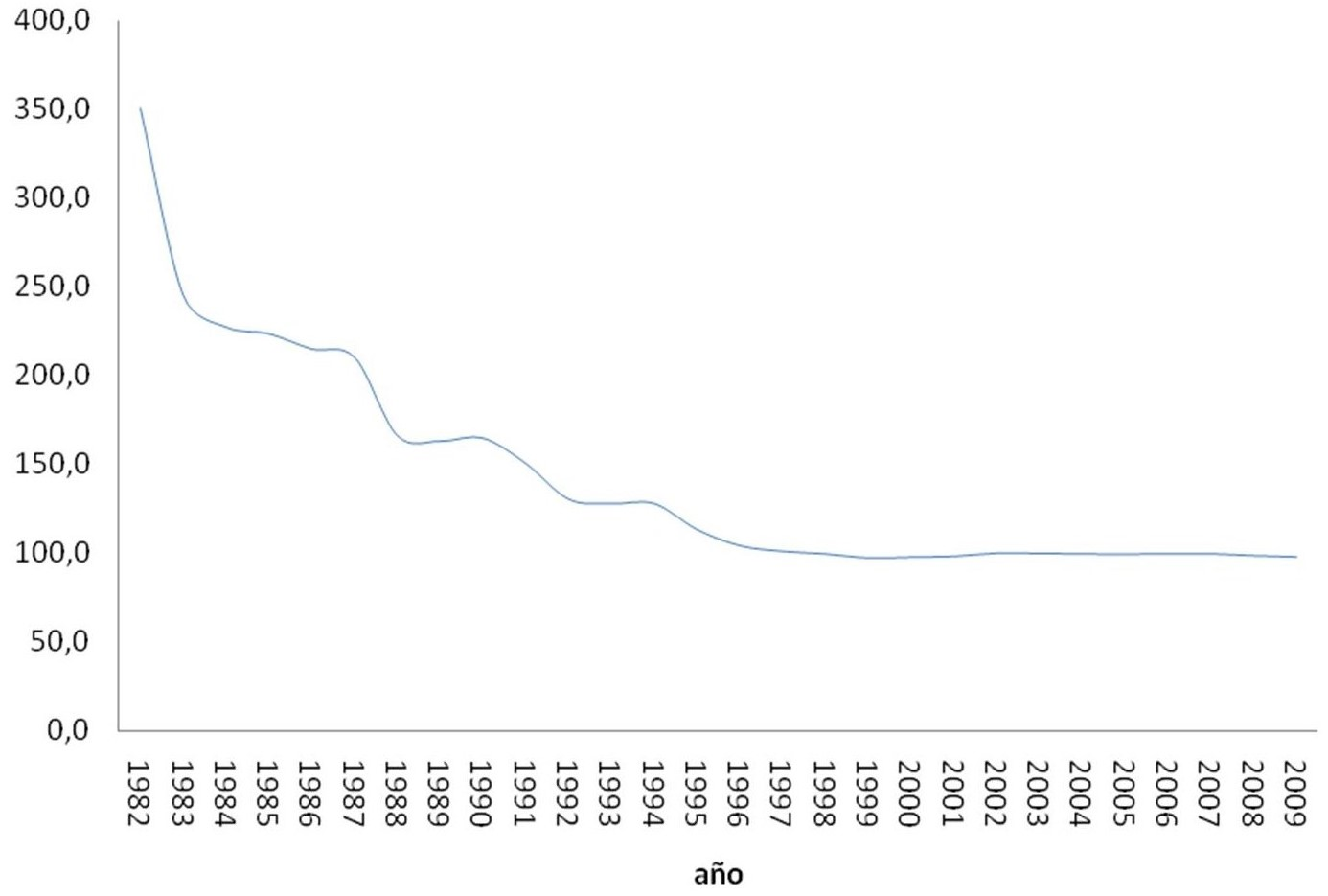
Gráfica 2. Salario mínimo real en México 1982-2009

#### Desempleo
Al final del sexenio de Fox, el desempleo formal se vio afectado, la falta de estos empleos aumentó. En la gráfica 2 podemos ver cómo se ha comportado esta situación laboral. Muestra de manera general que desde 1990 a 2010 aumentó más del doble, pero es en la crisis de 1994 cuando llega a su punto más alto, es a partir de aquí que pareciera reducirse, pero en la crisis de 2008 volvió a aumentar. Lo que nos dice sobre el neoliberalismo es que el empleo se va a ver afectado por sus crisis, mientras que en los años “estables” hay variaciones. Sin embargo, el neoliberalismo ha tenido varias crisis en pocos años, lo que llega a que el desempleo aumentara en el caso de México.

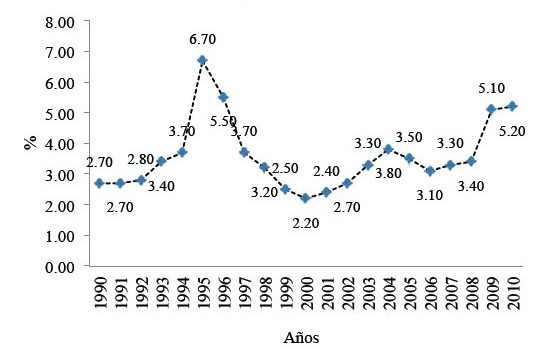
Gráfica 3. Niveles de desempleo en México 1990-2010

#### Aumento del sector terciario
En la gráfica 3 podemos ver el comportamiento de esto, si bien nos muestra desde finales del siglo XIX, encontramos que el sector primario fue aquel que generaba mayor porcentaje de empleos, es a partir de 1921 que comienza a reducirse, mientras que el secundario y el terciario comienzan a subir. Es en el periodo de 1980 a 1990 que el sector terciario (servicios), se aumentó en gran medida, mientras que el secundario (industrial) comenzó a reducirse. Este periodo es importante porque es cuando el neoliberalismo ingresa a México.

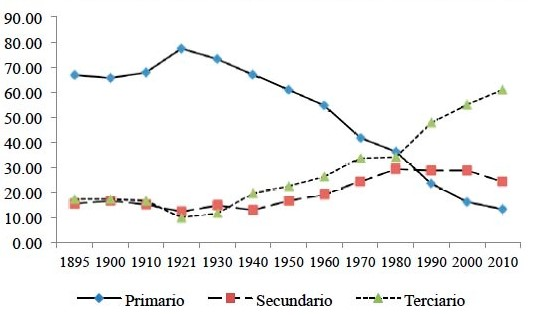
Gráfica 4. Evolución de los sectores laborales 1985-2010

#### Afectación en los sindicatos
El sindicalismo surgió como una organización para tener un equilibrio en las relaciones laborales del patronato y los trabajadores a partir de la comunicación. Esto se da con la finalidad de garantizar y promover los derechos de los trabajadores. Durante el ingreso del modelo neoliberal, los sindicatos también comenzaron una lucha por mantenerse fuertes y presentes en los asuntos laborales. Para dar algunos ejemplos, en México han existido cuatro principales, la Confederación de Trabajadores de México (CTM), la Confederación Revolucionaria de Obreros y Campesinos (CROC), la Confederación Obrera Mexicana (CROM) y la Unión Nacional de Trabajadora (UNT).
La entrada del neoliberalismo en México tuvo consecuencias en los sindicatos, ya que se tuvieron que adaptar a las nuevas condiciones. Entre estas modificaciones, también existieron huelgas por parte de diversos sindicatos, estas abarcaron fechas desde 1982 con el Sindicato de Trabajadores de la Universidad Nacional Autónoma de México, y hasta 1987 con el Sindicato de los Trabajadores de Volkswagen.
Una de las razones por las que los sindicatos se debilitaron es porque se dio una Confederación Patronal de la República Mexicana, y a partir de ella se comenzaron a crear estrategias para incrementar el poder del patronato en las relaciones de trabajo, esto bajo el argumento de que la LFT limitaba el desarrollo, la productividad y la competitividad de las empresas. Sin embargo, no funcionó, entonces el Estado, empresas y sindicatos buscaron un programa de productividad donde se buscaba lograr la modernización productiva.
La manera en que los sindicatos se mantuvieron fue a partir de subordinarse a las decisiones estatales, esto significó que aumentara el poder empresarial, y por lo tanto los trabajadores se vieron afectados. Con esto se crearon las bases para que las relaciones sindicales dieran paso a un incremento en la explotación de los trabajadores, dando como resultado la flexibilidad.
Poco a poco se dieron políticas que desfavorecían a los trabajadores, lo cual también generó una idea de crisis en los sindicatos corporativos, por lo que se crearon nuevas figuras sindicales. Es por eso que también se crearon alianzas sindicales como el Frente Intersectorial en Defensa del Empleo y el Salario, o el Frente de Sindicatos de Empresas y Servicios (FESEBES), quien apoyó el proyecto de productividad impulsado por el Estado.